# Lomtjärnen (Voxna socken, Hälsingland, 679896-148895)
Lomtjärnen är en sjö i Ovanåkers kommun i Hälsingland och ingår i Ljusnans huvudavrinningsområde.